# Israel Electric Corporation

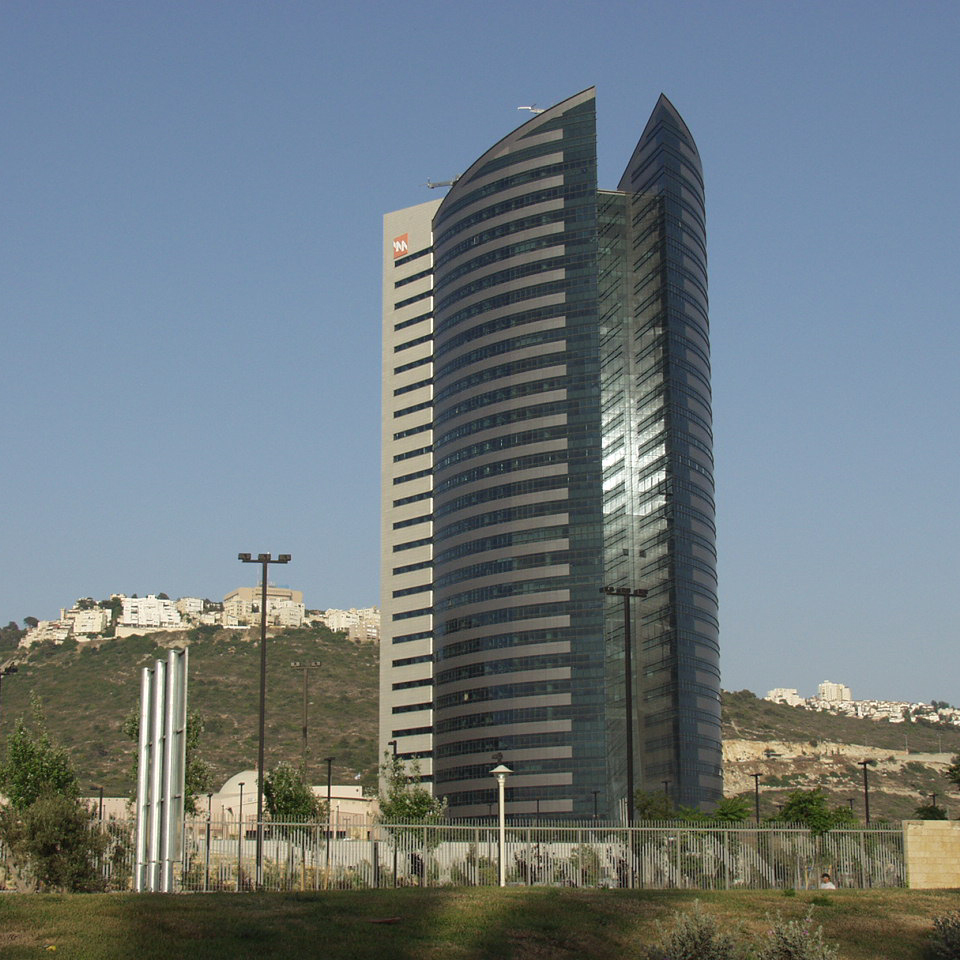
Hauptsitz IEC Tower

Die Israel Electric Corporation Ltd. (hebräisch חֶבְרַת הָחַשְׁמָל לְיִשְׂרָאֵל Chevrat ha-Chaschmal lə-Jisra'el, deutsch ‚Stromgesellschaft für Israel‘, Abkürzung: IEC) ist ein Energieerzeugungs- und Energieversorgungsunternehmen in Israel. Der Hauptsitz befindet sich seit 2003 im IEC Tower in Haifa.

## Geschichte

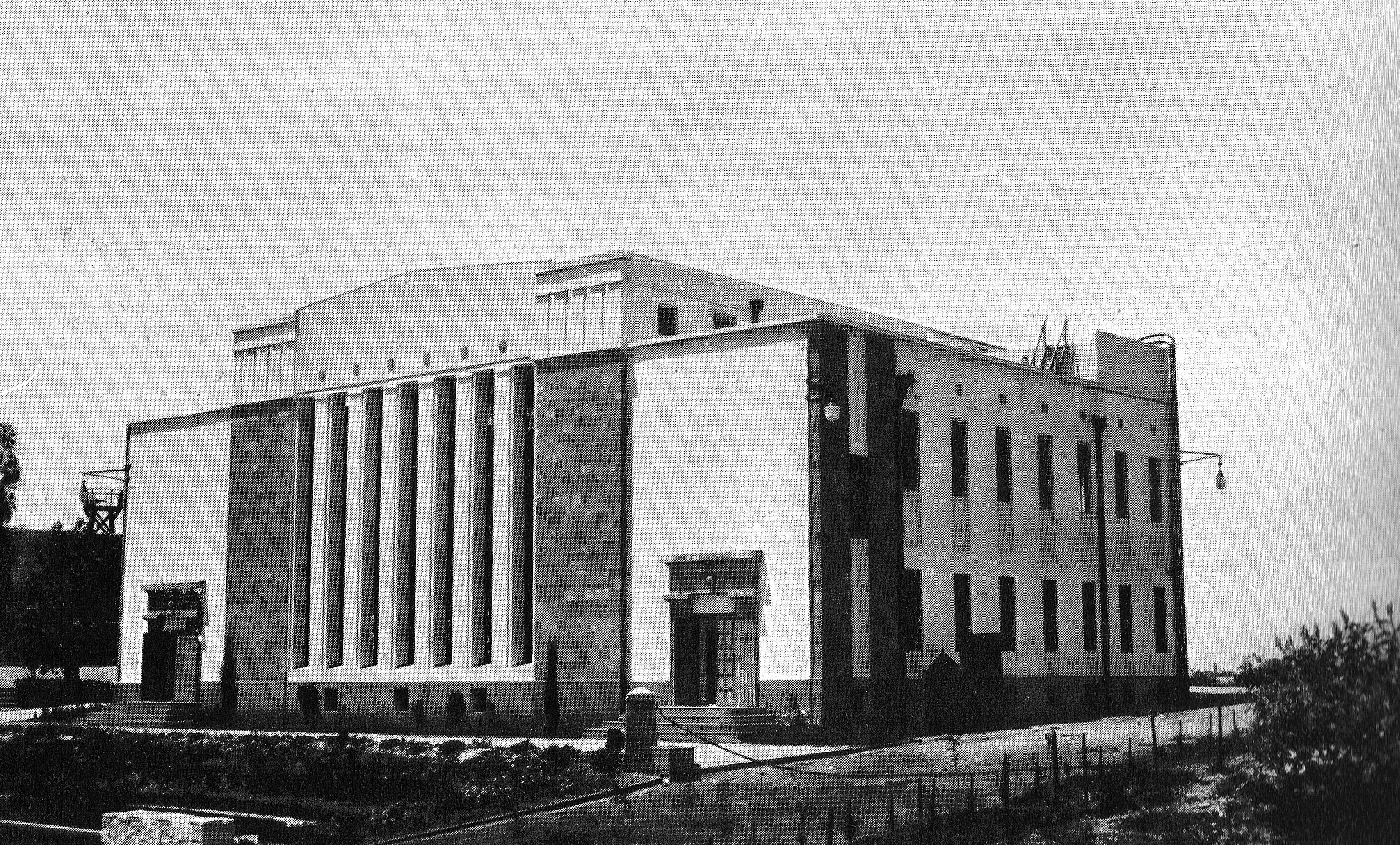
Erstes Kraftwerk in Tel Aviv, 1923 von Joseph Berlin erbaut

Die britische Mandatsmacht erteilte dem Ingenieur und Unternehmer Pinchas Ruthenberg, der sich mit Plänen für die Wasser- und Stromversorgung im Lande darum beworben hatte, 1921 eine Lizenz zur Stromversorgung des Subdistrikts Jaffa, eines Verwaltungsbezirks in Mandats-Palästina, weshalb das Unternehmen zunächst Jaffa Electric Company (חֶבְרַת הָחַשְׁמָל לְיָפוֹ Chevrat ha-Chaschmal lə-Jafō) hieß. Nach dem Bau eines ersten Kraftwerks und dem Anschluss der Städte Jaffa und Tel Aviv und davon ausgehend weiterer Orte im Subdistrikt erteilte die Mandatsverwaltung Ruthenberg 1923 den Auftrag, schrittweise das ganze Land zu elektrifizieren, wofür dem Unternehmen 1926 ein Monopol auf 70 Jahre erteilt wurde. Am 29. März 1923 gründete Ruthenberg in Erfüllung des Auftrags die unter seiner Leitung stehende Palestine Electric Company (חֶבְרַת הָחַשְׁמָל לְפָלֶשְׂתִּינָה Chevrat ha-Chaschmal lə-Falestīnah), in der die 'Jaffa Electric Company' aufging.
In den Jahren 1923 bis 1925 wurde das Stromnetz rasch erweitert, so dass bald Rischon LeZion, Ness Ziona, Rechovot und Ramla mit Elektrizität versorgt werden konnten. In Haifa ging 1925 ein Kraftwerk ans Netz, das Akkon, die Qrajot und Haifa versorgte und den Ausgangspunkt der Elektrifikation im Norden bildete. Den größten Teil der benötigten Ausrüstung und Kenntnisse lieferte AEG. Wasserkraftanlagen wurden geplant und gebaut am Jordan und anderen Gewässern. Ersterer war Grenzfluss seit der Teilung des Mandatsgebiets Palästina in Transjordanien östlich des Jordans und in Rest-Palästina auf dem westlichen Ufer mit Anlagen an beiden Ufern, weswegen der Stromausstoß zwischen beiden Gebieten aufgeteilt wurde. Sitz der Firma war London.
Im Krieg um Israels Unabhängigkeit wurden Anlagen beiderseits des Jordans vom Netz und mangels vertraglicher Beziehungen der Nachbarstaaten mit Israel auch nicht wieder in Betrieb genommen. Nach Freigabe der Einwanderung nach Israel seit seiner Unabhängigkeit wuchs die Nachfrage stark, während Devisenrationierung und Preiskontrollen den Ausbau der Kapazitäten erschwerten. Am 10. Januar 1954 beschloss die israelische Regierung, 95 % der Aktien des Unternehmens aufzukaufen und es in einen staatlichen Regiebetrieb umzuwandeln. Der Firmensitz wurde nach Tel Aviv verlegt und das Unternehmen umbenannt. 1996 lief das Monopol von 1926 aus und weitere Stromversorger konnten gemäß der Wettbewerbsordnung in den Markt einsteigen.
Heute ist das Unternehmen der größte Stromversorger, der in Israel Strom erzeugt, überträgt und verteilt. Der Staat Israel ist mit 99,85 % Hauptanteilseigner des Unternehmens. IEC beschäftigt landesweit rund 12.968 Mitarbeiter, davon waren (Stand 31. Dezember 2013) bei IEC in den Kraftwerken (Erzeugungssegment) 2.383 Festangestellte und 210 Zeitarbeiter beschäftigt.
Zugleich ist die IEC mit dem landesweiten Stromverteilungsnetz und 30 Kraftwerksstandorten, einschließlich der fünf großen Wärmekraftwerke, eines der größten Industrieunternehmen in Israel. Das Stromtransportnetz der IEC wies zum Jahresende 2013 eine Gesamtlänge von rund 5.200 km auf und umfasste 13 Transformationsstationen und rund 190 Transformationsunterstationen. Das Verteilnetz der IEC besteht aus Leitungen für Hochspannungen von 33 kV, 22 kV sowie 6,3 kV bis 12,6 kV und Niederspannungsnetzen. Das Leitungsnetz ist fast ausschließlich im Besitz der IEC. Ausnahme sind interne Verteilnetze von kleineren Ortschaften, die Strom bei IEC beziehen und innerhalb ihres Gebiets selbst verteilen und abrechnen. Die in israelischen Niederspannungsnetzen ortsübliche Sternspannung ist mit 230 V und einer Netzfrequenz von 50 Hz gleich wie in Europa.
Die  Gesamterzeugungskapazität liegt bei etwa 13,6 GW. 2011 betrug die Stromerzeugung in Israel 59.465 GWh, der Stromverbrauch der Haushalte betrug 15.921 GWh und 12.015 GWh wurden in Industriebetrieben verbraucht.
Der Grundlaststrom wird aus Kohle und Erdgas gewonnen. Die IEC betreibt zehn kohlebetriebene Stromerzeugungsanlagen mit einer Leistung von insgesamt 4,84 GW. Die Kohleanlagen verteilen sich auf zwei Standorte. Im Kraftwerk Orot Rabin in Chadera sind sechs Anlagen mit einer Gesamtkapazität von 2,59 GW in Betrieb, während sich vier weitere Anlagen mit einer Leistung von insgesamt 2,25 GW im Kraftwerk Rutenberg in Ashkelon befinden.
Seit 2013 bezieht die israelische IEC Erdgas aus einheimischen Vorkommen, wie dem Tamar-Gasfeld. Dank dessen wurde eine massive Umstellung der Stromerzeugung auf Erdgas eingeleitet, obwohl Kohle wichtig bleibt. Dagegen spielt Schweröl kaum noch eine Rolle.

## Rohstoffversorgung

### Kohle
Die IEC ist seit 2003 der alleinige Eigentümer der Israel National Coal Company Ltd. Das Tochterunternehmen hat die Aufgabe den Kohleimport sicherzustellen und ist auch für Qualitätssicherung und Standards zuständig, die von der Regierung festgelegt werden. Die Kohleversorgung der IEC Kraftwerke stammt aus verschiedenen Herkunftsländern, wie zum Beispiel aus Australien, Südafrika, Kolumbien und Russland. Rund 40.000 Tonnen Kohle werden täglich alleine in den Kraftwerken in Ashkelon und Hadera verbrannt. Im Jahr 2013 betrug der Kohleanteil rund 53 % an der Stromerzeugung, rund 10 % weniger als noch im Vorjahr. Bis 2020 soll der Kohleanteil auf 19 % sinken. Dennoch bleibt Kohle auch dann noch immer ein wichtiger Energieträger der israelischen Elektrizitätswirtschaft. Nicht zuletzt ist Vorratshaltung von Kohle viel leichter und billiger als bei Erdgas. Damit ist Kohle für die Versorgungssicherheit der israelischen Energiewirtschaft von großer Bedeutung.
| Jahr                                           | 2011  | 2012  | 2013  |
| ---------------------------------------------- | ----- | ----- | ----- |
| Menge importierter Kohle (in Millionen Tonnen) | 13,18 | 14,36 | 11,71 |
| Zahl der jährlichen Schiffsankünfte            | 88    | 109   | 94    |

Im Jahre 2000 wurde das Kohleterminal in Aschdod geschlossen und die Kohle-Verschiebung an den Hafen von Ashkelon übertragen.